# Monaonidiella bidens
Monaonidiella bidens är en insektsart som först beskrevs av Green 1915.  Monaonidiella bidens ingår i släktet Monaonidiella och familjen pansarsköldlöss. Inga underarter finns listade i Catalogue of Life.